# Kadri Veseli
Kadri Veseli (ur. 31 maja 1967 w Mitrowicy) – kosowski polityk narodowości albańskiej, przewodniczący Zgromadzenia Kosowa od 8 grudnia 2014. Jeden z liderów Demokratycznej Partii Kosowa.

## Życiorys
Kadri Veseli w 1990 rozpoczął studia na Wydziale Rolniczym Uniwersytetu w Prisztinie. Jednakże z powodów politycznych zmuszony był kontynuować edukację za granicą, gdzie ukończył studia na Wydziale Agronomii Uniwersytetu Rolniczego w Tiranie. Po 1999 ukończył studia MBA z dziedziny zarządzania.
W latach 1988–1990 był zaangażowany w ruch studencki, domagając przestrzegania i poszerzenia praw Albańczyków w Kosowie oraz uznania prawa prowincji do niepodległości. W latach 90. XX w. był jednym z bojowników Armii Wyzwolenia Kosowa. Uczestniczył w negocjacjach w Rambouillet jako doradca kosowskiej delegacji.
Po ogłoszeniu niepodległości przez kraj, 27 stycznia 2013 został wybranym wiceprzewodniczącym Demokratycznej Partii Kosowa (DPK). Od 8 grudnia 2014 do 22 sierpnia 2019 roku pełnił funkcję przewodniczącego Zgromadzenia Kosowa.
W maju 2016 został wybrany na przewodniczącego Demokratycznej Partii Kosowa.
Kadri Veseli jest żonaty, ma czworo dzieci.

### Oskarżenie o zbrodnie przeciwko ludzkości
24 czerwca 2020 roku Prokuratura Specjalnej Izby Sądowej Kosowa w Hadze (Thaçi i Veseli przeciwko tej instytucji prowadzili spisek) podała, że Kadri Veseli i dziewięć osób (wśród nich Hashim Thaçi) zostało oskarżonych o zbrodnie przeciwko ludzkości i zbrodnie wojenne, w tym prawie 100 zabójstw, popełnione na Serbach i Cyganach przez UÇK w czasie wojny w Kosowie w latach 1998–1999.